# Rogatywka

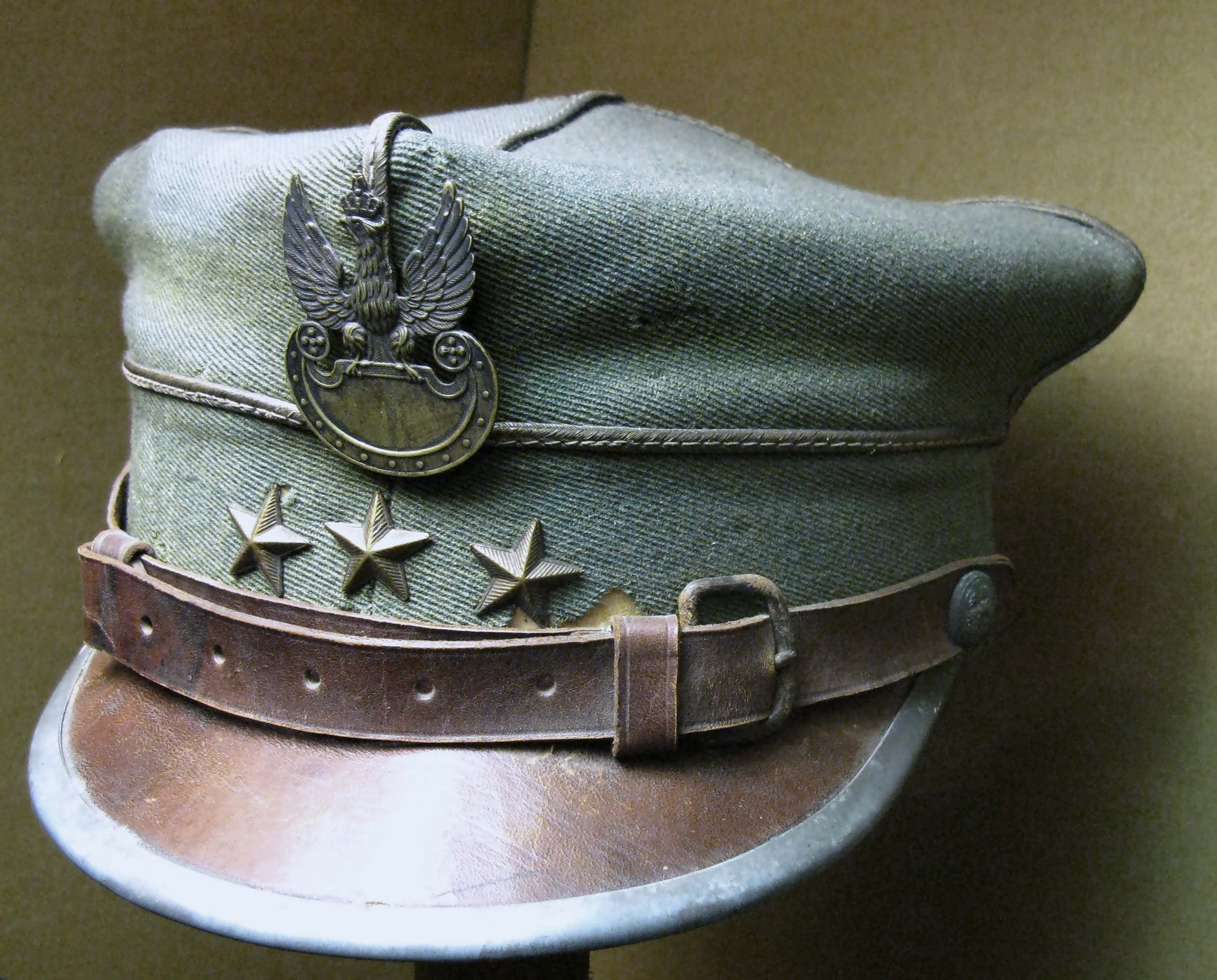
Rogatywka del 1919

Rogatywka (a volte tradotto come "berretto con la visiera'") è il nome generico polacco per un berretto asimmetrico con visiera a quattro punte utilizzato da varie formazioni militari polacche attraverso i secoli. Si tratta di un lontano parente del suo predecessore del XVIII secolo: il konfederatka (chiamato così perché fu utilizzato da parte dei membri della Confederazione di Bar), anche se un berretto simile era già stato utilizzato dalla cavalleria leggera fin dal XIV secolo. Questo berretto è di solito fabbricato in pelle nera o marrone, ha quattro punte e una piccola visiera. Questo tipo di cappello deriva anche dalla particolare forma del copricapo polacco Czapka.

## Utilizzo
Questo berretto viene utilizzato sia nella versione morbida sia rigida. Il modello rigido di color verde oliva con visiera nera è ancora oggi utilizzato per le uniformi di gran gala. Il modello morbido è stato utilizzato da prima della Seconda guerra mondiale, è stato poi ritirato dopo il 1990.
Nella maggior parte dei casi sui berretti non è riportato l'emblema del corpo, ma una versione modificata dello stemma della Polonia: l'aquila bianca.
Significato dei differenti colori:
- blu marino: generali, truppe meccanizzate, corpo di giustizia e Guardia Nazionale d'Onore

- arancione: unità dedicate a onorare le storiche truppe panzer, scout

- verde scuro: unità missilistiche, artiglieria, unità antiaeree

- nero: ingegneri, cadetti

- fiordaliso: servizi radio

- ciliegio: medici

- scarlatto: polizia militare

- viola: cappellani

- giallo: quartier generale, 1ª Divisione Meccanizzata Varsavia, 1ª Divisione Corazzata Varsavia

## Galleria d'immagini

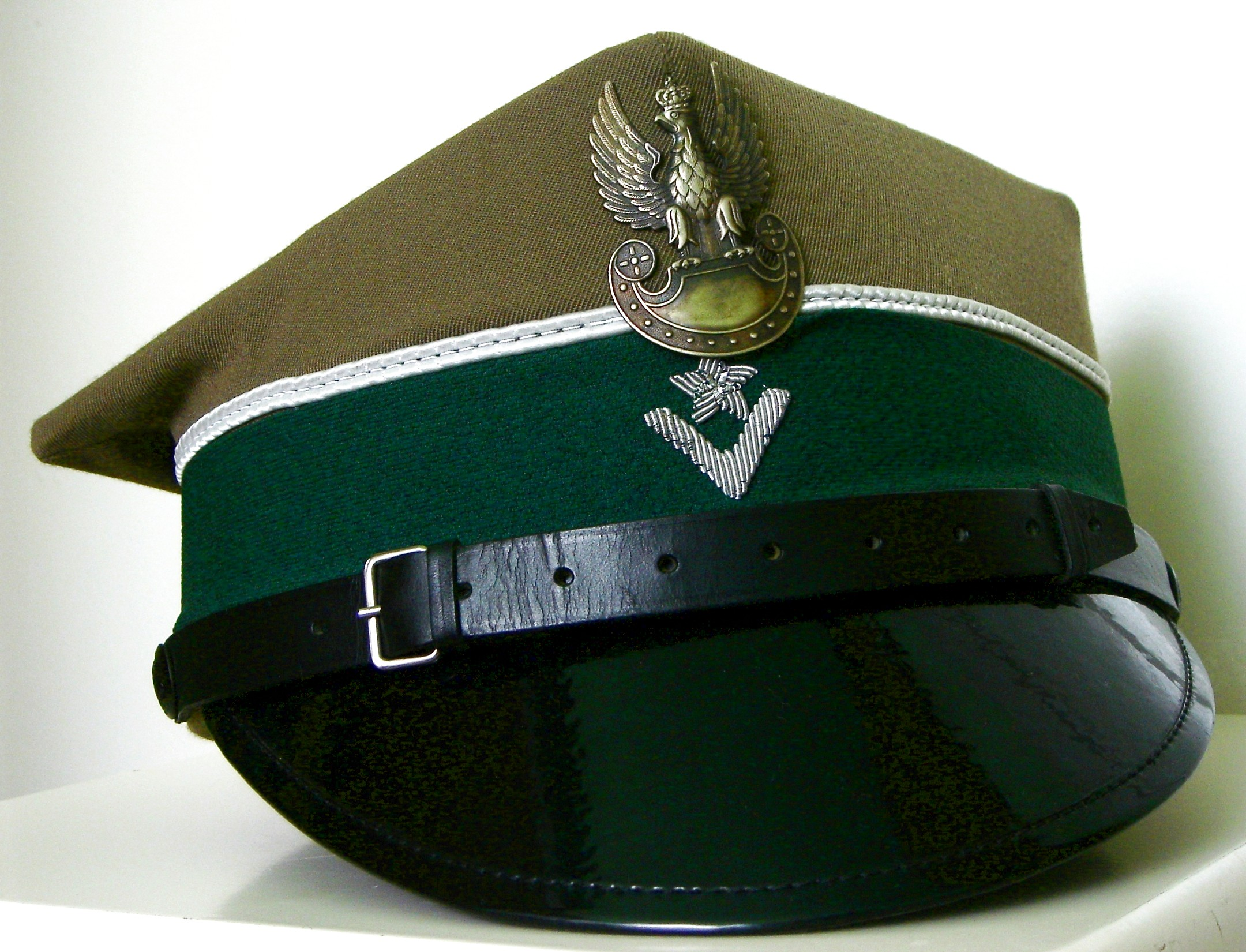
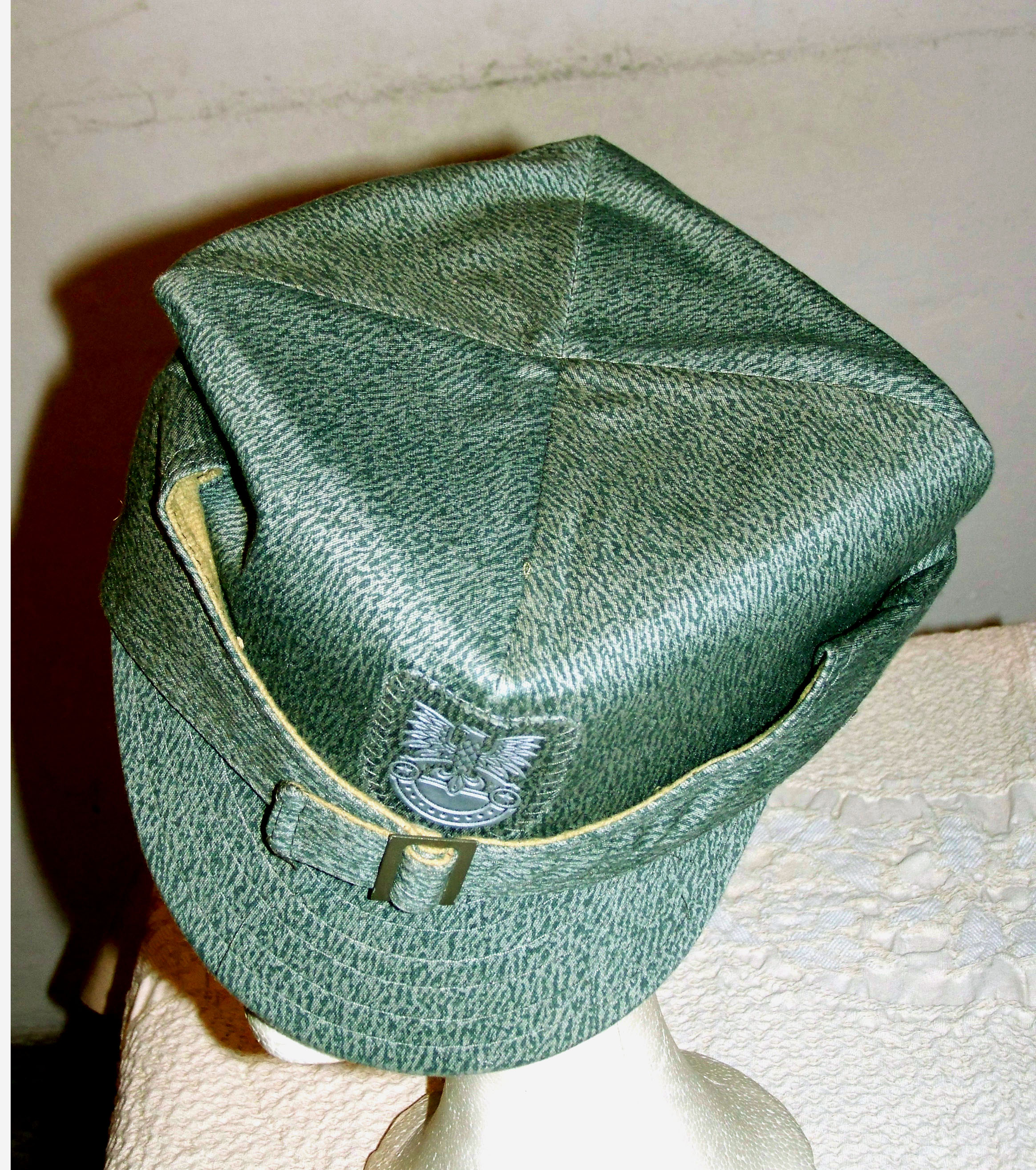
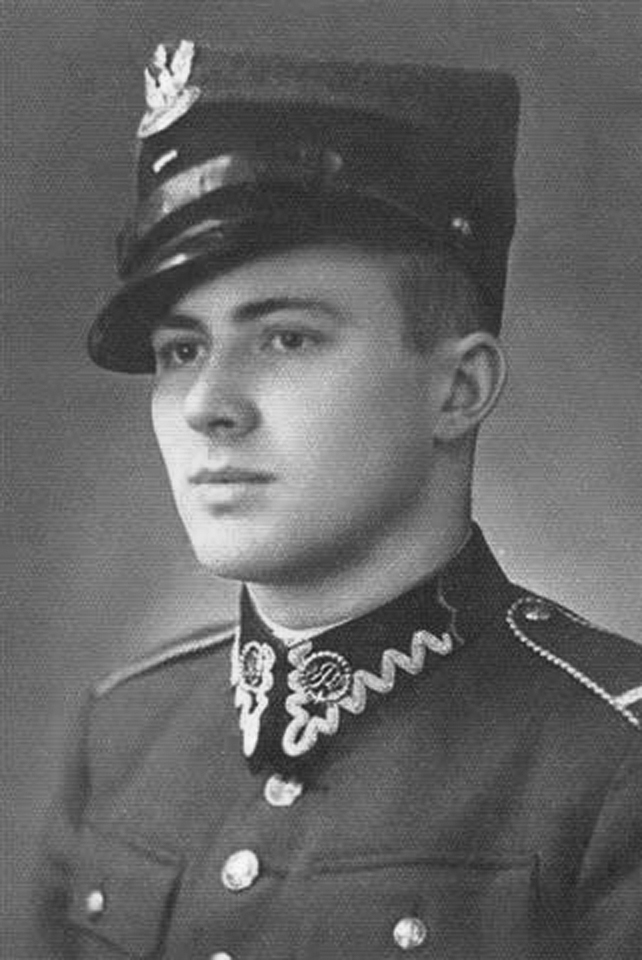
Jan Nowak-Jeziorański
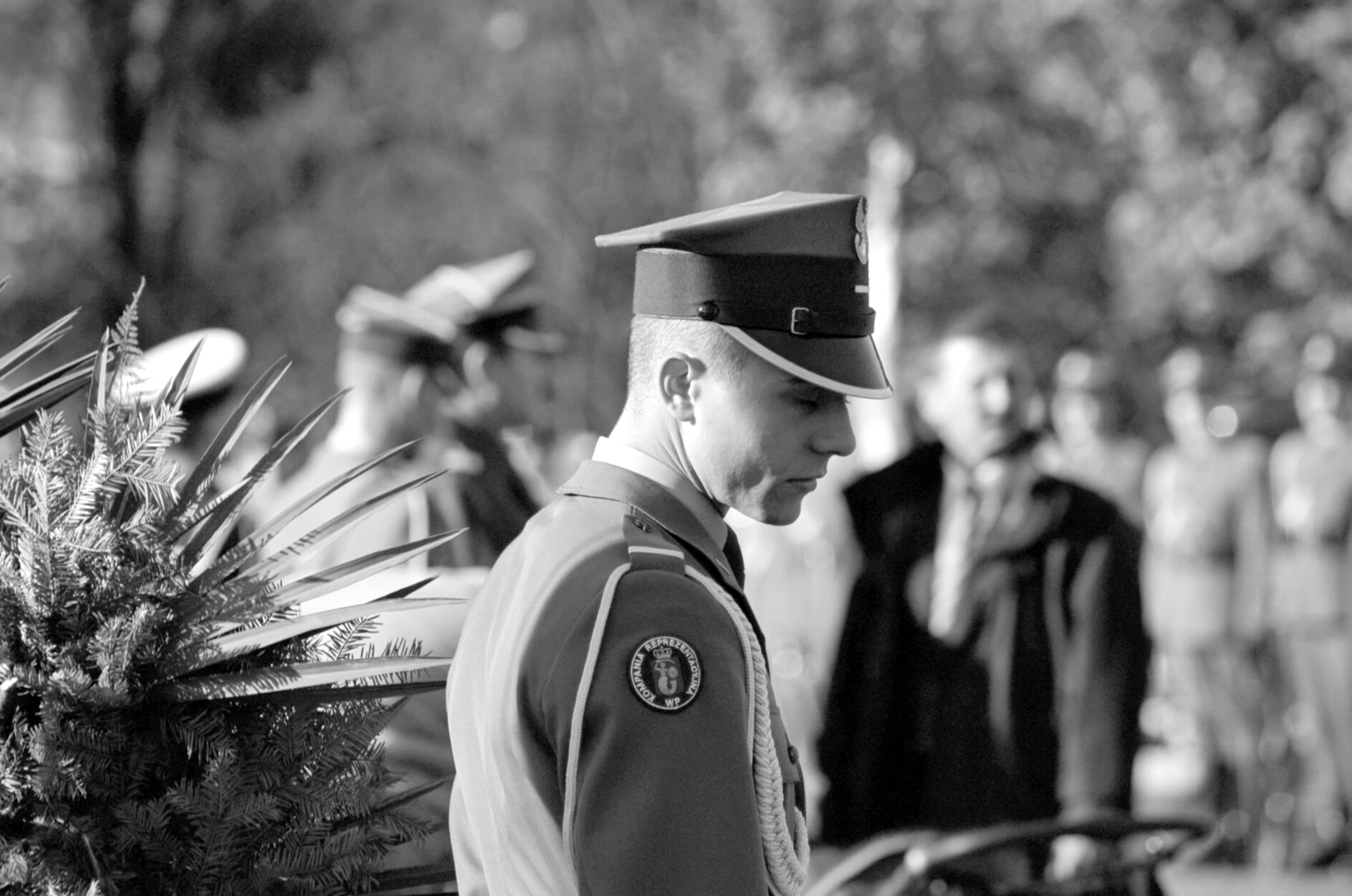
Soldato della Guardia Nazionale d'Onore